# Варад (еялет)
47°04′00″ пн. ш. 21°55′00″ сх. д. / 47.0667° пн. ш. 21.9167° сх. д.
Провінція Варад (також відома як пашалик Варад або еялет Варад) — пашалик Османської імперії на території сучасних Угорщини та Румунії, створений у 1661 султаном Мехмедом IV на завойованих у 1596 землях. Столицею пашалика було місто Варад.
У 1692 територія захоплена австрійцями, і в 1699 офіційно передана Австрії відповідно до умов Карловицького конгресу.

## Адміністративний поділ
Варадський пашалик мав поділ на санджаки:
- Дебречін
- Саланта
- Халмаш
- Сенгеві
- Япишмаз
- Егри
- Хатван